# Вахваярви
Вахвая́рви (фин. Vahvajärvi) — озеро в юго-западной части Республики Карелия, в Сортавальском районе.
Относится к бассейну реки Янисйоки, впадающей в Ладожское озеро. Площадь водной поверхности равна 11,6 км².
Число островов — 14 с общей площадью около 1 км. Наиболее крупные из них: Вахвасари и Мухкосари.
Урез воды — 88,0 м. Озеро входит в проточную систему озёр: Пяяхимайненлампи (фин. Päähimainenlampi) → Венелампи (фин. Venelampi) → Риутталампи (фин. Riuttalampi) → Перттилампи (фин. Perttilampi) → Хияярви → Вахваярви → Руоколампи → Юлялампи → Алалампи (фин. Alalampi) → Янисъярви.
Из ихтиофауны в озере водится: ряпушка, европейская корюшка, плотва, окунь, щука, налим, ёрш и язь.
Вдоль северного берега озера проходит железнодорожная ветка Маткаселькя — Янисъярви. До середины 1990-х годов на берегу озера находился посёлок Пирттипохья и одноимённая станция, ныне покинутая.

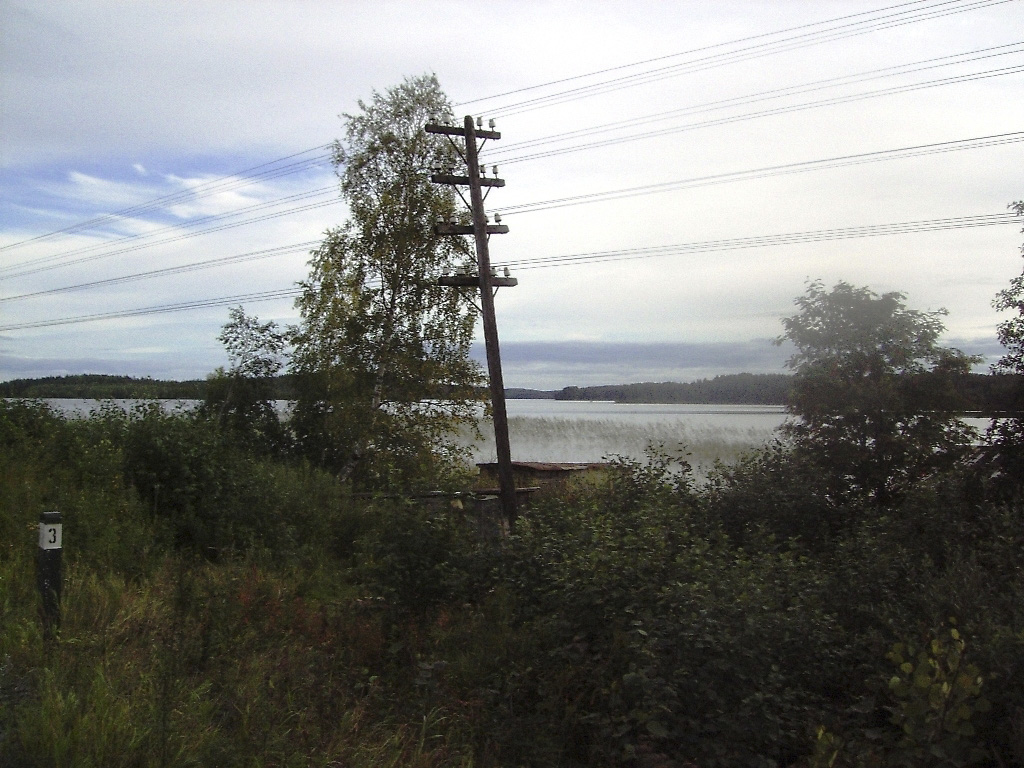
озеро Вахваярви в 1 км от Пирттипохья